# Rezi
Rezi is een plaats (község) en gemeente in het Hongaarse comitaat Zala. Rezi telt 1100 inwoners (2001).